# Eisothistos victoriae
Eisothistos victoriae är en kräftdjursart som beskrevs av Gary C.B. Poore och Lew Ton 2002. Eisothistos victoriae ingår i släktet Eisothistos och familjen Expanathuridae. Inga underarter finns listade i Catalogue of Life.